# Streethockey-Weltmeisterschaft
Die Streethockey-Weltmeisterschaften werden durch die ISBHF organisiert. Sie wurde 1996 in der Slowakei erstmals ausgetragen und ersetzte die Streethockey-Europameisterschaft, die 1995, 1996, 1997 und 2000 viermal durchgeführt wurde. 2007 fand in Deutschland die erste WM der Frauen statt. Für Juniorinnen wird die U-20-Streethockey-Weltmeisterschaft ausgetragen.

## Streethockey-Weltmeisterschaften
| Nr. | Jahr | Gastgeber               | Finalstände | Finalstände        | Finalstände        | Finalstände |
| Nr. | Jahr | Gastgeber               | Weltmeister | 2. Platz           | 3. Platz           |             |
| --- | ---- | ----------------------- | ----------- | ------------------ | ------------------ | ----------- |
| 1   | 1996 | Bratislava (Slowakei)   | Kanada      | Tschechien         | Slowakei           |             |
| 2   | 1998 | Litoměřice (Tschechien) | Tschechien  | Slowakei           | Kanada             |             |
| 3   | 1999 | Zvolen (Slowakei)       | Slowakei    | Kanada             | Tschechien         |             |
| 4   | 2001 | Toronto (Kanada)        | Kanada      | Tschechien         | Slowakei           |             |
| 5   | 2003 | Sierre (Schweiz)        | Kanada      | Tschechien         | Slowakei           |             |
| 6   | 2005 | Pittsburgh (USA)        | Kanada      | Slowakei           | Italien            |             |
| 7   | 2007 | Ratingen (Deutschland)  | Kanada      | Tschechien         | Slowakei           |             |
| 8   | 2009 | Pilsen (Tschechien)     | Tschechien  | Indien             | Slowakei           |             |
| 9   | 2011 | Bratislava (Slowakei)   | Tschechien  | Kanada             | Slowakei           |             |
| 10  | 2013 | St. John’s (Kanada)     | Slowakei    | Tschechien         | Kanada             |             |
| 11  | 2015 | Zug (Schweiz)           | Slowakei    | Vereinigte Staaten | Tschechien         |             |
| 12  | 2017 | Pardubice (Tschechien)  | Slowakei    | Kanada             | Tschechien         |             |
| 13  | 2019 | Kosice (Slowakei)       | Slowakei    | Finnland           | Kanada             |             |
| 14  | 2022 | Laval (Kanada)          | Kanada      | Tschechien         | Vereinigte Staaten |             |
| 15  | 2024 | Visp/Raron (Schweiz)    | Kanada      | Tschechien         | Vereinigte Staaten |             |

Medaillenspiegel
| Rang | Land               | Gold | Silber | Bronze | Gesamt |
| ---- | ------------------ | ---- | ------ | ------ | ------ |
| 1    | Kanada             | 7    | 3      | 3      | 13     |
| 2    | Slowakei           | 5    | 2      | 6      | 13     |
| 3    | Tschechien         | 3    | 7      | 3      | 13     |
| 5    | Vereinigte Staaten | 0    | 1      | 2      | 3      |
| 4    | Indien             | 0    | 1      | 0      | 1      |
| 5    | Italien            | 0    | 0      | 1      | 1      |

## Frauen
| Nr. | Jahr | Gastgeber              | Finalstände        | Finalstände        | Finalstände | Finalstände |
| Nr. | Jahr | Gastgeber              | Weltmeister        | 2. Platz           | 3. Platz    |             |
| --- | ---- | ---------------------- | ------------------ | ------------------ | ----------- | ----------- |
| 1   | 2007 | Ratingen (Deutschland) | Kanada             | Slowakei           | Tschechien  |             |
| 2   | 2009 | Pilsen (Tschechien)    | Kanada             | Slowakei           | Tschechien  |             |
| 3   | 2011 | Bratislava (Slowakei)  | Slowakei           | Kanada             | Tschechien  |             |
| 4   | 2013 | St. John’s (Kanada)    | Kanada             | Slowakei           | Tschechien  |             |
| 5   | 2015 | Zug (Schweiz)          | Kanada             | Tschechien         | Slowakei    |             |
| 6   | 2017 | Pardubice (Tschechien) | Tschechien         | Vereinigte Staaten | Kanada      |             |
| 7   | 2019 | Kosice (Slowakei)      | Kanada             | Vereinigte Staaten | Tschechien  |             |
| 8   | 2022 | Laval (Kanada)         | Kanada             | Tschechien         | Slowakei    |             |
| 9   | 2024 | Visp/Raron (Schweiz)   | Vereinigte Staaten | Tschechien         | Kanada      |             |

Medaillenspiegel
| Rang | Land               | Gold | Silber | Bronze | Gesamt |
| ---- | ------------------ | ---- | ------ | ------ | ------ |
| 1    | Kanada             | 6    | 1      | 2      | 9      |
| 2    | Slowakei           | 1    | 3      | 2      | 6      |
| 3    | Tschechien         | 1    | 3      | 5      | 9      |
| 4    | Vereinigte Staaten | 1    | 2      | 0      | 3      |